# یواس‌اس ترور (دی‌دی-۳۳۹)
یواس‌اس ترور (دی‌دی-۳۳۹) (به انگلیسی: USS Trever (DD-339)) یک کشتی بود که طول آن ۳۱۴ فوت ۴ ۱⁄۲ اینچ (۹۵٫۸۲۲ متر) بود. این کشتی در سال ۱۹۲۰ ساخته شد.